# Invictus Games (компания)
Invictus Games — частная компания, которая специализируется на разработке компьютерных игр. Располагается в городе Дебрецен, Венгрия. Основная специализация компании — разработка игр в жанре автомобильного симулятора. К наиболее известным играм относятся Street Legal (2002), Street Legal Racing: Redline (2003), Project Torque (в России: «Скорость Онлайн») (2009) и др. 
В 2020 году была объединена с Maximum Entertainment, став её венгерским подразделением.

## Разработанные игры
Список неполный. 
- 2000 — Insane (ПК)
- 2002 — Street Legal (ПК)
- 2003 — Street Legal Racing: Redline (ПК)
- 2004 — onEscapee (порт игры 1997 года на ПК)
- 2004 — Monster Garage: The Game (ПК)
- 2005 — Cross Racing Championship Extreme 2005 (ПК)
- 2005 — Santa Ride! (ПК)
- 2006 — Level-R (ПК)
- 2006 — Santa Ride! 2 (ПК)
- 2007 — L. A. Street Racing (Overspeed: High Performance Street Racing) (ПК)
- 2009 — Picasoic (iOS)
- 2009 — Brim! (iOS)
- 2009 — GrimFiller (iOS)
- 2009 — Rollit-Smartly (iOS)
- 2009 — Blastwave (iOS)
- 2009 — Fly Control (iOS)
- 2009 — Froggy Jump (iOS)
- 2009 — Project Torque (ПК)
- 2009 — 4x4 Jam (iOS) 
  - 2010 — 4x4 Jam (PlayStation Portable)
- 2010 — Froggy Launcher (iOS)
- 2010 — Truck Jam (iOS)
- 2010 — Fly Fu (PlayStation Portable, (iOS)
- 2010 — FlyControl HD (iPad)
- 2010 — Picasoic HD (iPad)
- 2010 — onEscapee (iOS) (портирование оригинальной игры 1997 года)
- 2017 — Dustoff Heli Rescue 2 (iPhone, Android)
- 2017 — Give It UP! 3 (iPhone, Android)
- 2018 — NASCAR Rush (iPhone, Android)